# Chrysostomos Mantzavinos

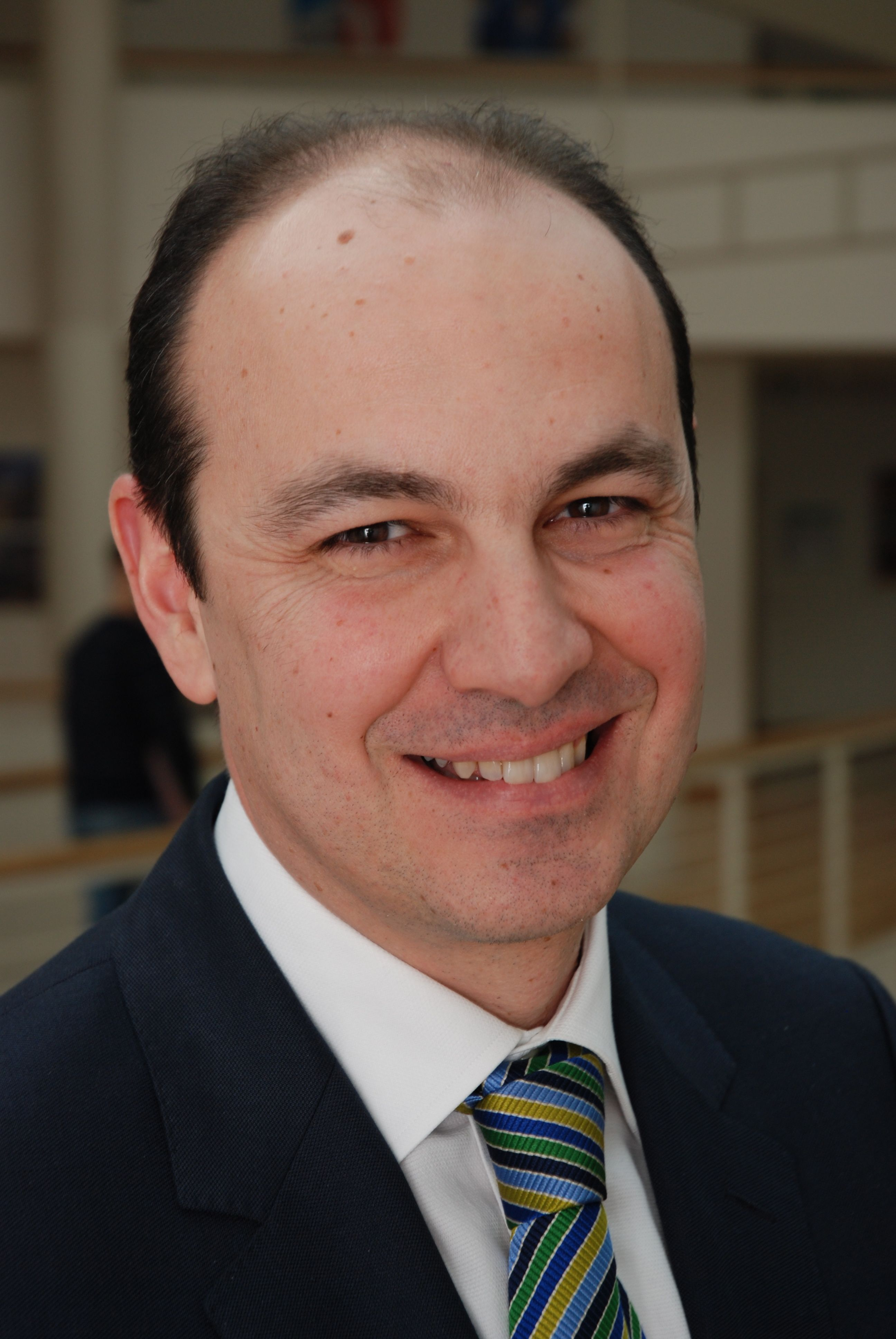
Chrysostomos Mantzavinos, 2010

Chrysostomos Mantzavinos (* 19. August 1968 in Athen) ist ordentlicher Professor für Philosophie an der Universität Athen. Er ist ordentliches Mitglied der Academia Europaea – The Academy of Europe und der European Academy of Sciences und korrespondiertes Mitglied der Académie Internationale de Philosophie des Sciences (AIPS). Er ist Correspondent Etranger am Centre de Philosophie Contemporaine der Universität Sorbonne.
Mantzavinos wurde durch seine Arbeiten zur Wissenschaftsphilosophie, zur Hermeneutik und zur Institutionentheorie bekannt.

## Leben
Mantzavinos absolvierte die Deutsche Schule Athen und war Erster in den Eintrittsprüfungen für die griechischen Universitäten im Juni 1986. Er hat zunächst Volkswirtschaftslehre an der Universität Athen studiert und das Studium bereits nach 5 Semestern statt 8 Semestern (Regelstudienzeit) abgeschlossen. Sein Promotionsstudium in der Volkswirtschaftslehre mit einem DAAD-Stipendium absolvierte er in Tübingen und wurde 1992 zum Dr. rer. pol. promoviert. 1995 bis 2000 war er Wissenschaftlicher Assistent (C1) am Lehrstuhl für Allgemeine Wirtschaftspolitik der Universität Freiburg (beurlaubt 1997–1999 für die Ableistung des Wehrdienstes in Griechenland). 1999 erfolgte die Habilitation in Bayreuth. Im akademischen Jahr 2000–2001 war er Visiting Assistant Professor am Political Science Department der Universität Stanford und von 2001 bis 2004 Wissenschaftlicher Mitarbeiter am Max-Planck-Institut zur Erforschung von Gemeinschaftsgütern in Bonn. Im Sommersemester 2004 war er Visiting Scholar am Department of Philosophy an der Universität Harvard und im selben Jahr wurde er in Tübingen im Fach Philosophie zum Dr. phil. promoviert.
2004 wurde er auf den Lehrstuhl für Volkswirtschaftslehre und Philosophie der Universität Witten/Herdecke berufen. 2010 folgte er einem Ruf als Ordinarius für Philosophie an die Universität Athen. Er war zweimal Visiting Scholar an der Maison des Sciences de l’Homme in Paris, im Sommersemester 2006 und Wintersemester 2008/2009, sowie am University Center for Human Values der Universität Princeton (2013, 2022) und an anderen Universitäten in den USA, Europa und Asien. Er war Mercator Fellow am DFG-Graduiertenkolleg „Ethics and Epistemology of Science“ an der Universität Bielefeld und der Leibniz Universität Hannover (2020–2024) und hat auch an der Hertie School of Governance gelehrt.
2022 wurde Mantzavinos zum Mitglied der Academia Europaea gewählt. 2023 wurde er zum Mitglied der Académie Internationale de Philosophie des Sciences (AIPS) gewählt. 2024 wurde er zum Mitglied der European Academy of Sciences gewählt.

## Schriften (Auswahl)
- Wettbewerbstheorie, Berlin: Duncker & Humblot 1994. (Volkswirtschaftliche Schriften. 434.)
- Individuals, Institutions, and Market,. Cambridge: Cambridge University Press 2001. ISBN 978-0-521-54833-5
- Naturalistic Hermeneutics, Cambridge: Cambridge University Press 2005. ISBN 0-521-84812-1-.
- Philosophy of the Social Sciences (ed.), Cambridge: Cambridge University Press 2009.
- Explanatory Pluralism, Cambridge: Cambridge University Press 2016.
- A Dialogue on Explanation, Heidelberg, New York: Springer 2019. ISBN 978-3-030-05834-0
- A Dialogue on Institutions, Heidelberg, New York: Springer 2021 ISBN 978-3-030-63016-4
- The Constitution of Science, Cambridge: Cambridge University Press, 2024.

## Einzelnachweis
1. ↑  Eintrag auf der Internetseite der Academia Europaea

| Personendaten    | Personendaten                                          |
| ---------------- | ------------------------------------------------------ |
| NAME             | Mantzavinos, Chrysostomos                              |
| KURZBESCHREIBUNG | griechischer Sozialwissenschaftler und Hochschullehrer |
| GEBURTSDATUM     | 19. August 1968                                        |
| GEBURTSORT       | Athen                                                  |